# Saint-Quentin-sur-Isère
Saint-Quentin-sur-Isère ist eine französische Gemeinde mit 1.472 Einwohnern (Stand: 1. Januar 2022) im Département Isère in der Region Auvergne-Rhône-Alpes. Die Gemeinde gehört zum Arrondissement Grenoble und zum Kanton Tullins. Die Einwohner werden Saint-Quentinois genannt.

## Geographie
Saint-Quentin-sur-Isère liegt etwa 18 Kilometer nordwestlich von Grenoble an der Isère, die teilweise die nördliche und westliche Gemeindegrenze bildet. Umgeben wird Saint-Quentin-sur-Isère von den Nachbargemeinden Vourey und Moirans im Norden, Voreppe im Nordosten, Veurey-Voroize im Osten, Montaud im Süden und Südosten, La Rivière und Poliénas im Südwesten sowie Tullins im Westen.

## Bevölkerungsentwicklung
| Jahr                       | 1962 | 1968 | 1975 | 1982 | 1990 | 1999 | 2006 | 2018 |
| -------------------------- | ---- | ---- | ---- | ---- | ---- | ---- | ---- | ---- |
| Einwohner                  | 794  | 722  | 783  | 937  | 1090 | 1231 | 1281 | 1472 |
| Quellen: Cassini und INSEE |      |      |      |      |      |      |      |      |

## Sehenswürdigkeiten
- Kirche Saint-Celse und Saint-Nazaire

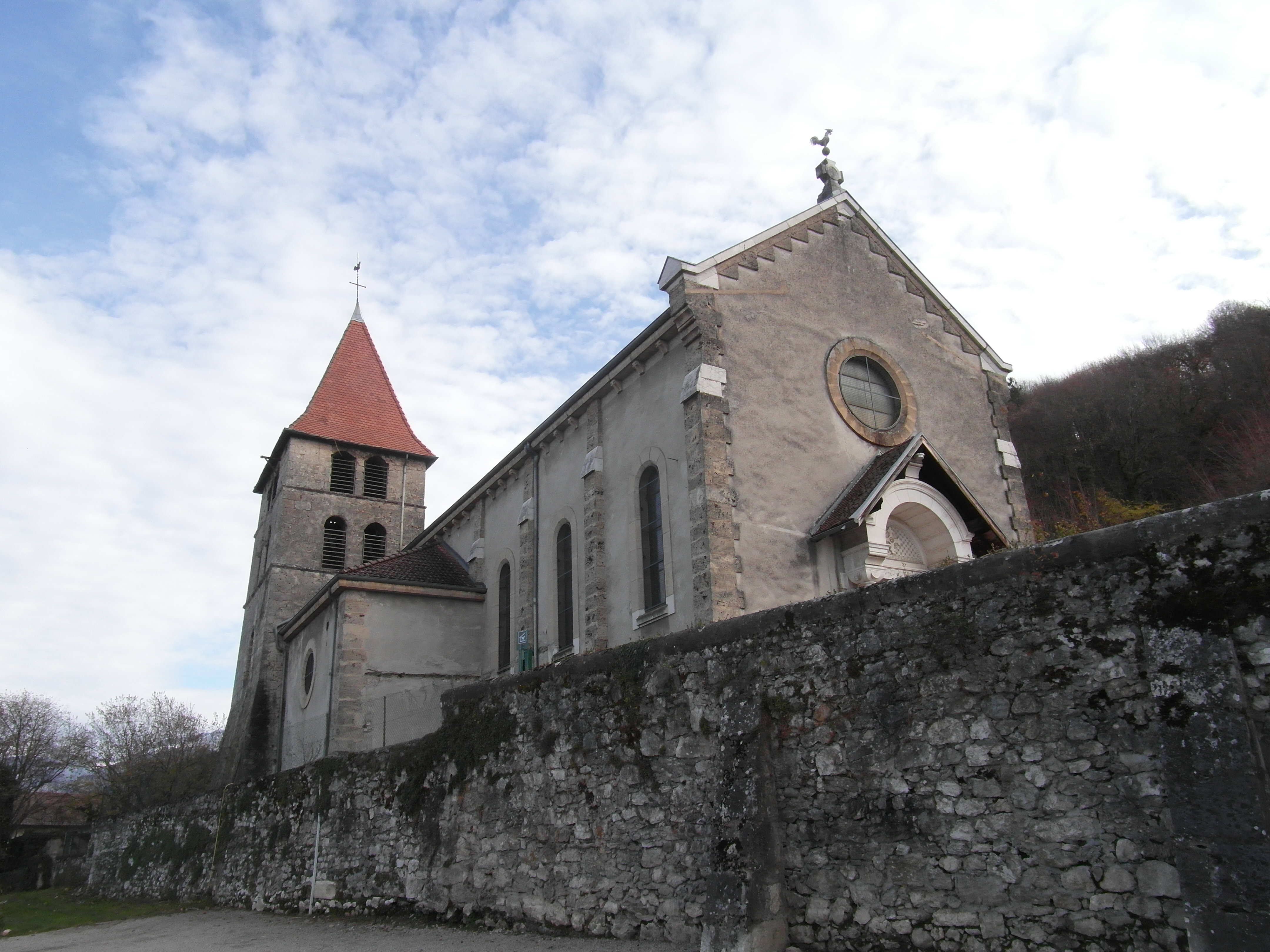
Kirche Saint-Celse und Saint-Nazaire

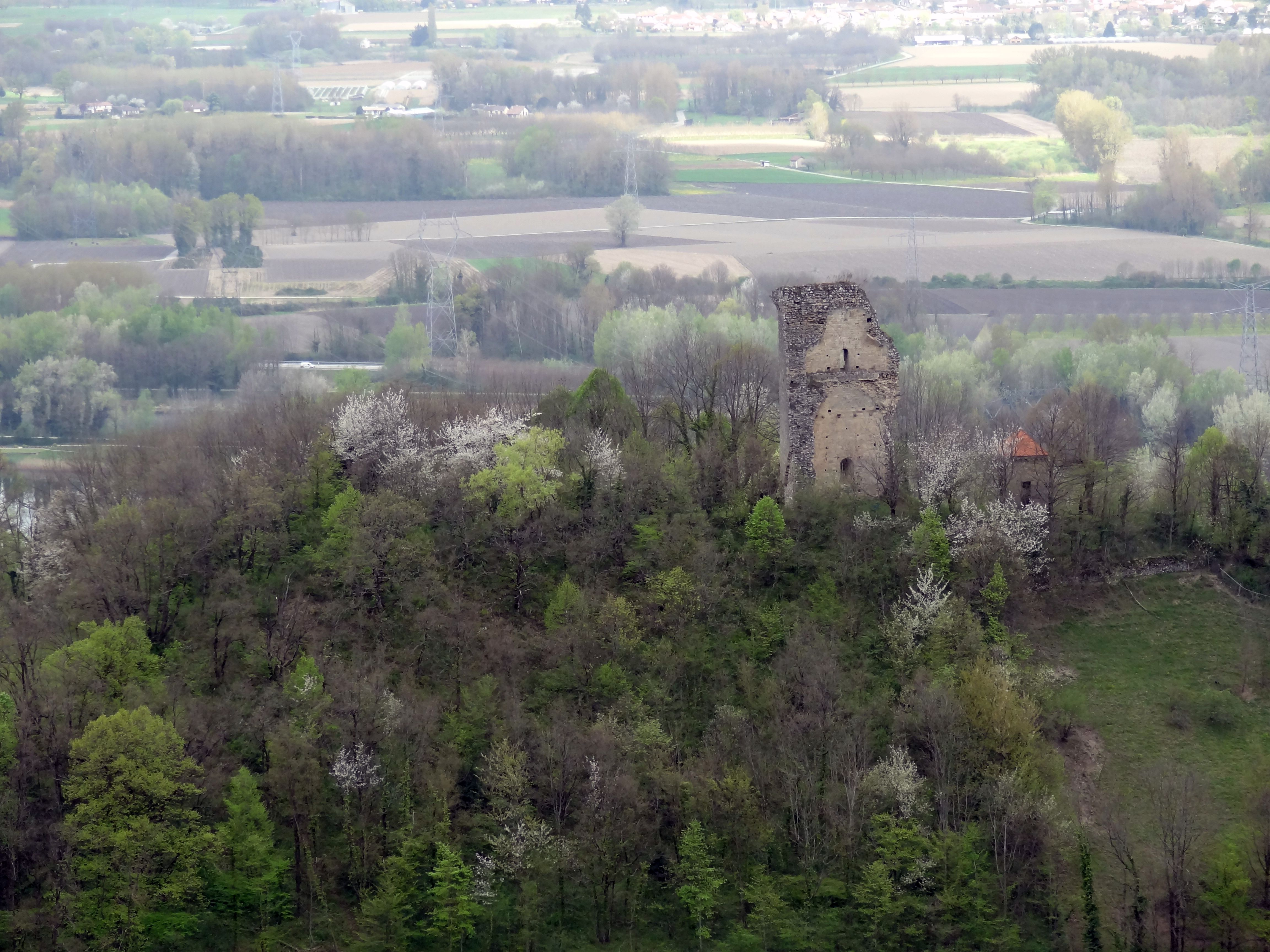
Burgruine Saint-Quentin

- Burgruine Saint-Quentin